# Fabio Pereira da Silva
Fábio Pereira da Silva (* 9. července 1990), především známý jako Fábio nebo Fábio da Silva, je brazilský fotbalista, který hraje na postu krajního obránce. V současnosti působí v anglickém klubu Middlesbrough FC.

## Časný život
Fábio se narodil v Petrópolis, asi hodinu jízdy autem od Rio de Janeiro. S fotbalem začal ve svých pěti letech, kdy si se svým jednovaječným dvojčetem Rafaelem kopal po městě, poté si jich všiml zástupce Fluminense a ten jim dal možnost zahrát si za klub.